# Chiến tranh Cá tuyết
Chiến tranh Cá tuyết (tiếng Iceland: Þorskastríðin; cũng gọi là Landhelgisstríðin, n.đ. 'Chiến tranh Duyên hải'; tiếng Đức: Kabeljaukriege) là một loạt các cuộc đối đầu trong thế kỷ 20 giữa Vương quốc Anh (với viện trợ từ Tây Đức) và Iceland về quyền đánh bắt cá ở Bắc Đại Tây Dương. Mỗi cuộc tranh chấp đều kết thúc với phần thắng thuộc về Iceland.
Một số nhà sử học Iceland xem lịch sử đấu tranh giành quyền kiểm soát các nguồn tài nguyên biển của Iceland trong mười tập phim, hoặc mười cuộc chiến tranh cá tuyết. Thuyền đánh cá từ Anh đã đi thuyền đến vùng biển gần Iceland để đánh bắt kể từ thế kỷ 14. Các thỏa thuận được ký kết trong thế kỷ 15 đã khởi đầu cho một loạt các tranh chấp kéo dài hàng thế kỷ giữa hai nước. Nhu cầu đối với thủy sản và hậu quả là cạnh tranh về nguồn cá tăng nhanh trong thế kỷ 19.
Một số nhà sử học Iceland xem lịch sử đấu tranh giành quyền kiểm soát các nguồn tài nguyên biển của Iceland trong mười giai đoạn, hoặc mười cuộc chiến tranh cá tuyết. Thuyền đánh cá từ Anh đã đi thuyền đến vùng biển gần Iceland để đánh bắt cá kể từ thế kỷ 14. Các thỏa thuận được ký kết trong thế kỷ 15 đã khởi đầu cho một loạt các tranh chấp kéo dài hàng thế kỷ giữa hai nước. Nhu cầu về hải sản và hậu quả là cạnh tranh về nguồn cá tăng nhanh trong thế kỷ 19.
Các cuộc tranh chấp hoặc chiến tranh hiện đại bắt đầu vào năm 1952 sau khi Iceland mở rộng lãnh hải từ 3 thành 4 hải lý (7 kilômét) dựa trên  một phán quyết của Tòa án quốc tế. Vương quốc Anh đáp trả bằng cách cấm tàu Iceland đánh cá ở các cảng của Anh. Năm 1958, sau một hội nghị của Liên Hiệp Quốc, tại đó một số quốc gia đã tìm cách mở rộng giới hạn lãnh hải của họ đến 12 nmi (22 km) mà không đạt được thỏa thuận nào, Iceland đã đơn phương mở rộng lãnh hải của mình đến giới hạn này và cấm các hạm đội nước ngoài đánh bắt trong vùng biển này. Anh từ chối chấp nhận quyết định này. Điều này dẫn đến một loạt các cuộc đối đầu hiện đại với Vương quốc Anh và các nước Tây Âu khác diễn ra trong ba giai đoạn trong hơn 20 năm: 1958–1961, 1972–73 và 1975–76. Một mối đe dọa về thiệt hại và nguy hiểm đến tính mạng đã hiện hữu, với các tàu đánh cá của Anh được hộ tống đến ngư trường bởi Hải quân Hoàng gia trong khi Lực lượng tuần duyên Iceland cố gắng đuổi họ đi và sử dụng các hawser (dây thừng lớn) đến cắt lưới từ các thuyền của Anh; tàu của cả hai bên đều bị thiệt hại do các cuộc tấn công ramming.